# William Godfrey
William Godfrey (ur. 25 września 1889 w Liverpoolu, zm. 22 stycznia 1963 w Londynie) – angielski duchowny katolicki, dyplomata watykański, przedstawiciel Stolicy Apostolskiej w Polsce, później arcybiskup Liverpoolu i Westminster, kardynał.

## Życiorys
Kształcił się w Ushaw College w Durham, następnie wyjechał do Rzymu, gdzie przyjął święcenia kapłańskie 28 października 1916 i kontynuował studia na Papieskim Uniwersytecie Gregoriańskim (1916–1918). Po studiach powrócił do Wielkiej Brytanii i pracował jako duszpasterz w archidiecezji liverpoolskiej oraz wykładał w Ushaw College. W październiku 1930 został obdarzony tytułem papieskiego prałata domowego. W latach 1930–1938 był rektorem Kolegium Angielskiego w Rzymie.
W 1935 został powołany do Papieskiej Komisji na Malcie, 1938 był wizytatorem apostolskim seminariów i kolegiów katolickich w Anglii, Walii i na Malcie. Uczestniczył w ceremonii koronacyjnej króla Anglii Jerzego VI (1937).
21 listopada 1938 został mianowany arcybiskupem tytularnym Cio (Cius) oraz delegatem apostolskim w Wielkiej Brytanii, Gibraltarze, na Malcie i Bermudach. Przyjął sakrę biskupią 21 grudnia 1938 w Rzymie z rąk kardynała Raffaele Rossiego, sekretarza watykańskiej Kongregacji ds. Konsystorza. W 1943 został dodatkowo mianowany charge d'affaires Stolicy Świętej w Polsce.
10 listopada 1953 przeniesiony z pracy dyplomatycznej na arcybiskupstwo Liverpoolu, a 3 grudnia 1956 na stolicę arcybiskupią Wetsminster. Na pierwszym konsystorzu papieża Jana XXIII został wyniesiony do godności kardynalskiej (15 grudnia 1958), z tytułem prezbitera SS. Nereo e Achilleo. Wśród biskupów, którym udzielił sakry biskupiej, znaleźli się m.in. przyszli kardynałowie Gordon Joseph Gray i John Heenan, a także arcybiskup Cardiff, John Aloysius Murphy.
Brał udział w I sesji Soboru Watykańskiego II, w przerwie między sesjami soborowymi zmarł. Został pochowany w katedrze westminsterskiej w Londynie.
Pochodził ze starego angielskiego rodu, spokrewniony był z polską linią rodu Godfrey, która w okresie carskich represji utraciła szlachectwo i przybrała spolszczone formy nazwiska: Godfreyow i Godfrejów.